# Boundary
Boundary är en by i civil parishes Smisby och Ashby-de-la-Zouch, i distrikt South Derbyshire och North West Leicestershire, i grevskapen Derbyshire och Leicestershire, i England. Byn är belägen 18 km från Derby. The Boundary var en civil parish 1858–1934 när blev den en del av Smisby. Civil parish hade 87 invånare år 1931.